# Libeř
Libeř település Csehországban, Nyugat-prágai járásban. Libeř Zlatníky-Hodkovice, Pohoří, Sulice, Petrov, Zvole, Dolní Břežany, Psáry, Jílové u Prahy, Ohrobec és Okrouhlo településekkel határos. Lakosainak száma 1623 fő (2024. január 1.).

## Népesség
A település lakosságának változását az alábbi diagram mutatja:
| Lakosok száma | 534  | 553  | 539  | 508  | 511  | 685  | 1383 | 1444 | 1530 | 1623 |
|               | 1869 | 1890 | 1921 | 1950 | 1980 | 2001 | 2017 | 2019 | 2022 | 2024 |